# 翼狀豬籠草
翼狀豬籠草，又名紅豬籠草，是菲律賓特有的熱帶食蟲植物。其種加詞“alata”來源於拉丁文“alatus”，意為“翼狀的”。翼状猪笼草形态多样性极高，其下类群分类地位不断更新。
在園藝上，翼狀豬籠草是最容易栽培且栽培得最廣泛的物種之一，在台湾曾广泛栽培。但因其与葫芦猪笼草（N. ventricosa）的杂交种——红瓶猪笼草（N. × ventrata）更易种植且外观更优越。园艺上，翼状猪笼草逐渐被红瓶猪笼草代替，已少有人栽培。然而，近期有观点表明，园艺上曾被广泛栽培的“翼状猪笼草”已经不再属于翼状猪笼草这一物种，很有可能随着翼状猪笼草分类地位的更新被分配到了小花猪笼草名下。

## 形态特征

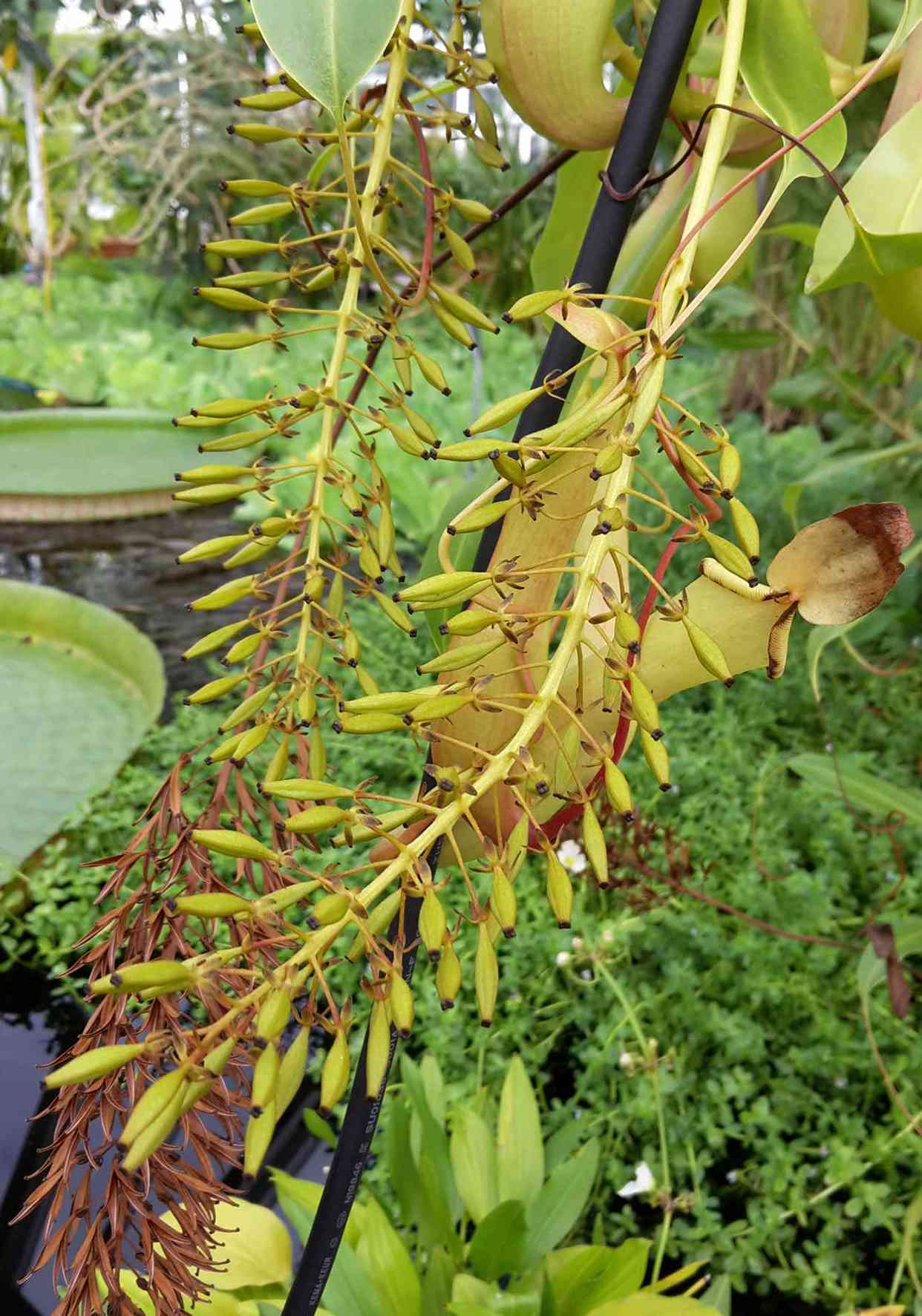
翼状猪笼草的花序

翼状猪笼草个体的颜色和形态差异巨大。雄花花程式为✶ K4 A4+4+1* G0（雄花顶端/*/可能不存在），雌花为✶ K4 A0 G(4)。

## 分类关系
翼状猪笼草长期以来被视为是一种形态多样性极高且分布范围涵盖整个菲律宾群岛的物种（巴拉望岛除外）。在这个宽广的界定下其分布海拔0至1900米，范围包括保和島、卡米金岛、宿雾岛、库利昂岛、莱特岛、吕宋岛、棉兰老岛、民都洛岛、内格罗斯岛、班乃岛、薩馬島及锡布延岛。
2013年，马修·杰布与马丁·奇克重新分类了仅分布于吕宋岛北部及中部的物种，这些物种的捕虫笼均具有显著的毛被（这些类群在园艺上被称之为“多毛翼状猪笼草”）。根据这种分类，分布于更南部的类群则被指向一个被恢复的物种——小花猪笼草（N. graciliflora，园艺上的“典型翼状猪笼草”，其分布于保和島、莱特岛、吕宋岛、棉兰老岛、民都洛岛、班乃岛、薩馬島及锡布延岛）及新描述的内格罗斯岛猪笼草（N. negros，比利蘭島及内格罗斯岛）与拉莫斯猪笼草（N. negros，棉兰老岛）。分布于迪纳加特岛与薩馬島的绿猪笼草（N. viridis）也为其近亲，此外还有塞西尔猪笼草（N. ceciliae，棉兰老岛）、科普兰猪笼草（N. copelandii，迪纳加特岛与棉兰老岛）、绝灭猪笼草（N. extincta，棉兰老岛）、汉密吉伊坦山猪笼草（N. hamiguitanensi，棉兰老岛）、奇坦兰山猪笼草（N. kitanglad，棉兰老岛）、仓田猪笼草（N. kurata，棉兰老岛）、莱特岛猪笼草（N. leyte，莱特岛）、萨兰加尼猪笼草（N. saranganiensis，棉兰老岛）及超基猪笼草（N. ultra，吕宋岛）。这些物种属于“翼状猪笼草组”分类群，之间存在着许多共同特征，比如叶柄具翼，捕虫笼笼盖下表面基部存在附属物，及上位笼基部通常较宽。
翼状猪笼草与许多其他的猪笼草物种间存在着密切的近缘关系，包括科普兰猪笼草、棉兰老岛猪笼草 和萨兰加尼猪笼草。产自苏门答腊的真穗猪笼草（N. eustachya）曾一度因模式标本的误释而被认为是翼状猪笼草的一个变种；实际上这两个物种间并没有密切的近缘关系。
| 翼状猪笼草与真穗猪笼草之间形态特征的区别（Jebb & Cheek, 1997） |                                        |                        |
| 形态特征                                                       | 翼状猪笼草                             | 真穗猪笼草             |
| 叶片                                                           | 披针形－卵形                           | 披针形                 |
| 叶尖                                                           | 急尖或渐尖                             | 圆形至近盾形           |
| 叶柄                                                           | 呈槽状                                 | 略呈或根本不呈槽状     |
| 笼蔓尾                                                         | 不分叉，尖锐                           | 不分叉或分叉           |
| 毛被                                                           | 红色或白色                             | 通体无毛               |
| 捕虫笼基部形状                                                 | 结构与捕虫笼的其余部分类似，渐尖至笼蔓 | 角状，木质，渐尖至笼蔓 |

## 种下类群

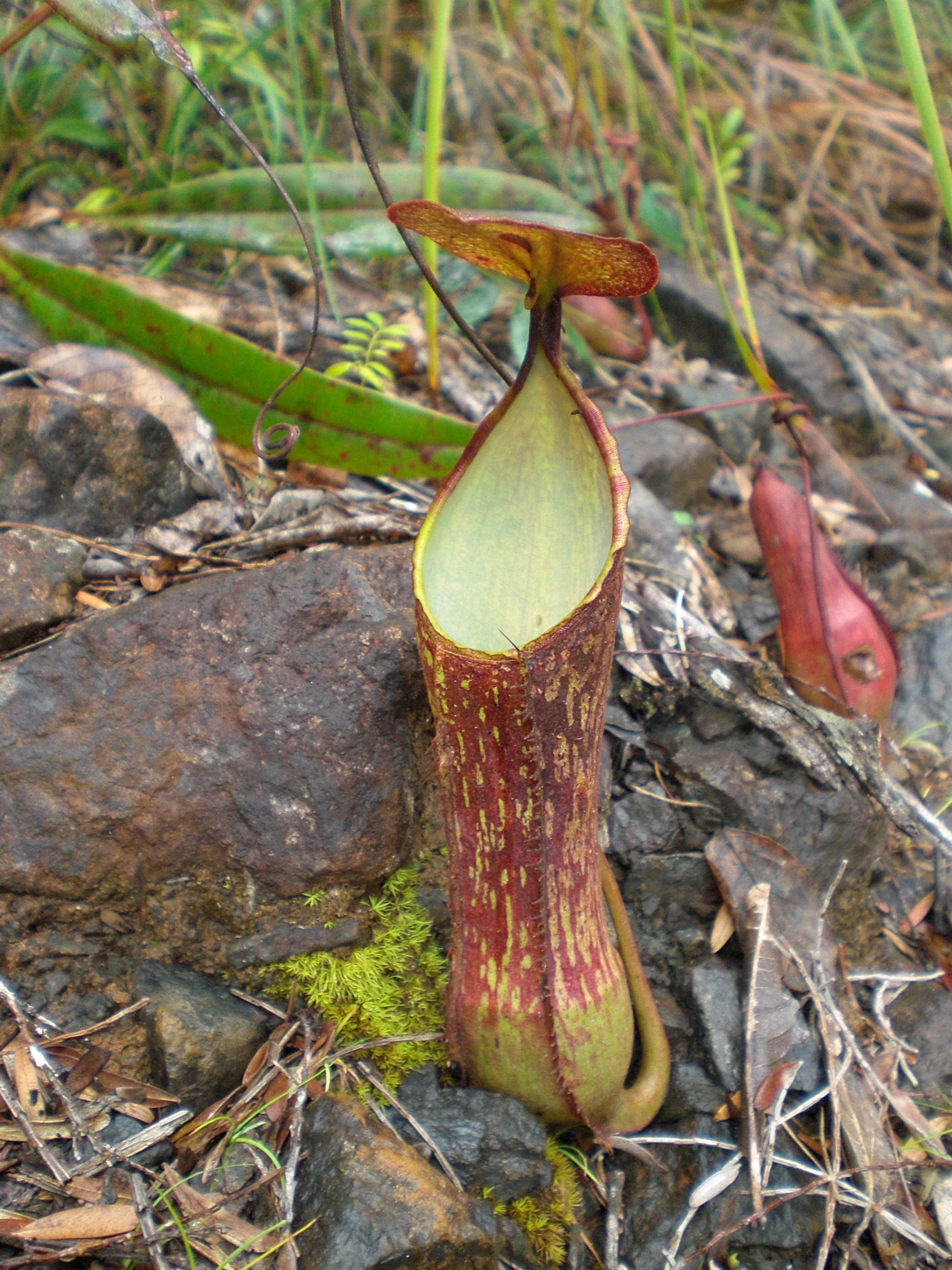
翼状猪笼草的下位笼

- N. alata f. variegata Hort. ex P.Mann (1996) nom.nud.
- N. alata var. biflora Macfarl. (1908)[29][=N. negros][7]
- N. alata var. ecristata Macfarl. (1908)[29][=N. mindanaoensis][26]

## 自然杂交种
- N. alata × N. burkei[18]
- N. alata × N. merrilliana [=N. × merrilliata][23][30]
- ? (N. alata × N. merrilliana) × N. mirabilis [=N. × tsangoya]
- N. alata × N. mindanaoensis[18]
- N. alata × N. mirabilis [=N. × mirabilata][16][31]
- ?N. alata × N. petiolata[16][31]
- N. alata × N. pulchra[21]
- N. alata × N. truncata [=N. × truncalata][30]
- N. alata × N. ventricosa [=N. × ventrata][32]

## 扩展阅读
- 食虫植物照片搜寻引擎中翼状猪笼草的照片 （页面存档备份，存于）

 维基共享资源上的相關多媒體資源：翼状猪笼草
 維基物種上的相關：翼状猪笼草